# 青空少女隊
《青空少女隊》 是日本漫畫家的原作漫畫作品，在德間書店《月刊少年Captain》上連載，單行本全3卷。
OVA版，監督是森山雄治，共7話，自1994年10月21日發行第1卷到1996年8月21日發行第7卷。
香港方面，第1話於1996年4月9日在無綫電視翡翠台首播，第2-7話於1997年7月12日至1997年8月16日早上11:15-11:45在「超動感OVA特區」時段首播；曾經於1998年8月19日至1998年8月27日早上10:30-11:00在無綫電視翡翠台重播。
台灣方面，中都卡通台首播期間為2000年2月19日至2000年10月10日，東森育樂台首播期間為2000年9月9日至2000年9月30日，ET-Jacky首播期間為2001年1月24日至2001年2月1日。
| 香港 翡翠台 星期六 11:15－11:45 「超動感OVA特區」 | 香港 翡翠台 星期六 11:15－11:45 「超動感OVA特區」 | 香港 翡翠台 星期六 11:15－11:45 「超動感OVA特區」                            |
| ------------------------------------------------- | ------------------------------------------------- | ---------------------------------------------------------------------------- |
|                                                   | 青空少女隊 （1996年4月9日）                       |                                                                              |
| 羅德島戰記 （1996年1月7日－1996年3月30日）        | 天地無用 重播 （1996年4月20日－1996年7月13日）    |                                                                              |
| 翡翠台 星期六 11:15－11:45 「超動感OVA特區」      |                                                   |                                                                              |
| （1996年12月7日－1997年6月21日）                  | 青空少女隊 （1997年7月12日－1997年8月16日）       | 電光超能人 （1997年9月13日－1998年6月13日） 【更改為特攝時段、動畫時段取消】 |